# August Frederik Leopold Faubel
August Frederik Leopold Faubel (Den Haag, 22 maart 1865 - aldaar, 9 juni 1953) was een Nederlands militair en bestuurder.
Hij was een door muzikant August Friedrich Leopold Faubel erkende zoon van toneelspeelster Elisabeth Rofessa. 
Hij was grootsecretaris van de Orde van Vrijmetselarij en officier in de Orde van Oranje Nassau. Voor zijn pensioen was hij kolonel hoofdintendant bij het KNIL. Hij is begraven op Oud Eik en Duinen. Hij zou een aantal publicaties schrijven betreffende de vrijmetselarij.  
Hij zat in een centraal comité om het Koninklijk Nationaal Steuncomité vanuit Batavia te ondersteunen en ook in de rijkscommissie die frauduleuze uitvoer van kaas onderzocht (1918). Hij zat in het bestuur van de Nederlandsche Bond van Belastingbetalers en even later in het hoofdbestuur van de Staatspartij voor de Volkswelvaart. Hij was dan ook in 1925 kandidaat voor de partij het Vaderlandsch Verbond.
Hij was getrouwd met Hendrina Jacomina König.